# Hans Walter
Hans Walter (9 agosto 1889 – Stansstad, 14 gennaio 1967) è stato un canottiere svizzero.

## Palmarès

### Olimpiadi
- 3 medaglie:
  - 2 ori (Anversa 1920 nel quattro con; Parigi 1924 nel quattro con)
  - 1 bronzo (Parigi 1924 nel quattro senza)

### Europei
- 9 medaglie:
  - 6 ori (Como 1911 nel quattro con; Ginevra 1912 nel quattro con; Ginevra 1912 nell'otto; Gand 1913 nel quattro con; Mâcon 1920 nel quattro con; Mâcon 1920 nell'otto)
  - 3 argenti (Como 1911 nell'otto; Ginevra 1912 nel due di coppia; Gand 1913 nell'otto)